# Roberto de Clari
Roberto de Clari (em francês Robert de Clari ou Robert de Cléry) foi um cavaleiro francês originário da Picardia.
de Clari fez parte da Quarta Cruzada, acompanhando seu senhor Pedro de Amiens (Pierre d'Amiens). Na condição de cruzado participou, entre outros eventos, da tomada e saque de Constantinopla em 1204. Em algum momento após esse ano redatou uma crónica em francês antigo que é uma das principais fontes escritas por participantes da cruzada.
O texto de Clari é particularmente interessante por mostrar a cruzada do ponto de vista dos cruzados de menor rango, categoria à qual pertencia o autor. A outra fonte contemporânea da Quarta Cruzada é a de Godofredo de Villehardouin, que porém escreveu desde a perspectiva dos líderes cruzados. Outro testemunho é o de Nicetas Coniates, funcionário grego que presenciou a tomada da capital bizantina.